# Jirō Nitta
Pour les articles homonymes, voir Nitta et Fujiwara (homonymie).
 (novembre 2014).
Si vous disposez d'ouvrages ou d'articles de référence ou si vous connaissez des sites web de qualité traitant du thème abordé ici, merci de compléter l'article en donnant les références utiles à sa vérifiabilité et en les liant à la section « Notes et références ».
Jirō Nitta (新田 次郎, Nitta Jirō), né le 6 juin 1912 dans ce qui est maintenant une partie de la ville de Suwa, préfecture de Nagano (Japon) et mort le 15 février 1980, est le nom de plume de l'écrivain japonais Hiroto Fujiwara (藤原 寛人, Fujiwara Hiroto). Il est connu pour ses livres prenant comme décors les montagnes. 

## Biographie
Fujiwara est le neveu du météorologue très connu Sakuhei Fujiwara et son fils est le mathématicien Masahiko Fujiwara. Il fit d'abord carrière à l'agence météorologique du Japon mais à sa retraite, il commença à écrire professionnellement. Ses livres les plus célèbres sont Marche vers la mort sur le mont Hakkoda, basé sur la tragédie qui s'y est déroulée en 1902, et Conte d'Alaska (アラスカ物語, Arasuka monogatari).
Un de ses romans, L'Homme Impassible, a été adapté en manga par Shinichi Sakamoto sous le titre Ascension.